# Ирина Дерюгина
Ирина Ивановна Дерюгина (на украински: Іри́на Іва́нівна Дерю́гіна; 11 януари 1958 г., Киев) е съветска състезателка и треньорка, после украинска треньорка и функционерка по художествена гимнастика.
Тя е „заслужил майстор на спорта на СССР“ (1977) и единствената съветска художествена гимнастичка, която 2 пъти става абсолютна световна шампионка – през 1977 и 1979 г. Треньорка е на украинския национален отбор по художествена гимнастика, вицепрезидент на украинската федерация по художествена гимнастика.

## Спортна кариера
Дъщеря е на олимпийския шампион по петобой Иван Дерюгин и треньорката по художествена гимнастика Албина Дерюгина.
На 10-годишна възраст постъпва в Киевското хореографско училище през 1968 г. Учи в Киевския държавен институт по физическа култура от 1976 до 1980 г.
14-годишната Ирина напуска хореографското училище и буквално принуждава майка си да стане нейнан треньорка, като ѝ обещава, че определено ще бъде над всички останали.
В много отношения именно хореографското обучение помага на Дерюгина да формира собствен стил в гимнастиката.
Ирина влиза в националния отбор на СССР на 14-годишна възраст. Тогава това е много трудно, тъй като този интензивен спорт с медали е визитна картичка на СССР и конкуренцията сред гимнастичките е безумно висока. За 11 години участие в националния отбор Дерюгина успява да се превърне в една от най-титулуваните гимнастички не само в Съветския съюз, но и в света. Гимнастичката става абсолютна шампионка на страната пет пъти, печели тази титла в Купата на СССР същия брой пъти, става 4-кратна носителка на престижната тогава купа Интервизия. На международни състезания от най-висок ранг Дерюгина на два пъти (през 1977 и 1979 г.) става абсолютна победителка в световни първенства, което не е направена от нито една от съветските гимнастички преди или след нея. В продължение на пет години (от 1975 до 1979 г. включително) тя само веднъж допуска да бъде изпреварена на най-високата стълбичка на подиума.
След Световното първенство през 1979 г. Ирина получава много сериозно нараняване – разкъсване на кръстни връзки. Травмата оставя последици и приближава края на кариерата на гимнастичката.
Ирина Дерюгина завършва кариерата си през 1982 година. В допълнение към перспективите в треньорската си кариера тя получава предложение да започне своя път в политиката. Дерюгина дори завършва висша партийна школа, но в крайна сметка прави избор в полза на спорта.

## Треньорска дейност
Заедно с майка си Албина Николаевна тя сформира треньорски дует, който ръководи националния отбор на Украинската ССР. За 30 години наставничество на Ирина Дерюгина нейните възпитаници печелят 120 златни медала на международни състезания от различен ранг, включително олимпийски игри, световни и европейски форуми.
След обявяването на независимостта на Украйна Албина и Ирина Дерюгини откриват семейно училище по художествена гимнастика. Ирина обаче не напуска поста си начело на националния отбор.
Сред учениците на Ирина Дерюгина са гимнастичките Александра Тимошенко (олимпийска шампионка през 1992 г.), Анна Бессонова (бронзова медалистка от Олимпийските игри през 2004 и 2008 г.), Анна Ризатдинова (бронзова медалистка от Олимпийските игри 2016 г., световна шампионка от 2013 г.), Оксана Скалдина (бронзова медалистка от Олимпийските игри през 1992 г.) и много други.
Дерюгина многократно е включвана в списъка на 100-те най-влиятелни жени в Украйна, съставян от списание „Фокус“.

## Друга дейност
В допълнение към треньорсството Ирина Дерюгина се занимава и с други дейности. Тя има патент на съдия, който ѝ позволява да участва в журито на международни състезания от най-висок ранг.
Като съдия 2 пъти е дисквалифицирана от Международната федерация по художествена гимнастика по обвинение в предубедено съдийство. Първия път (в Сарагоса през 2000 г.) е отстранена от съдийство за 1 година. Но втория път (през април 2008 г.) наказанието е много по-тежко – 8 години дисквалификация. Все пак след разглеждане на жалбата ѝ срокът е намален наполовина.
След отделянето на Украйна от СССР става вицепрезидент на националната федерация. Освен това организира престижните състезания “Купа на Дерюгина“.
Получава званието академик на Украинската национална спортна академия, преподава.

## Личен живот
Ирина Дерюгина е омъжена за Олег Блохин, по-късно се развеждат. От брака има дъщеря Ирина, родена през 1983 г.

## Награди
- Орден „Почетен знак“ (1978) [3]
- Орден „Княгиня Олга“ III степен
- Орден „Княгиня Олга“ II степен (2008) – за значителен личен принос в развитието на олимпийското движение, обучение на спортисти от международен клас, осигуряване на високи спортни резултати от националния отбор на Украйна на XXIX летни олимпийски игри в Пекин;
- Орден „Княгиня Олга“ I степен (2016) – за значителен личен принос в развитието на олимпийските спортове, постигане на високи спортни резултати от националния отбор на Украйна на игрите на XXXI олимпиада, обучение на спортисти от международен клас[4]
- Орден за заслуги, III степен (2013) – за постигане на високи спортни резултати на XXVII Световна лятна универсиада в Казан, демонстрирана отдаденост и воля за победа, увеличаване на международния авторитет на Украйна
- Орден за заслуги, II степен (2021) – за значителен личен принос в социално-икономическото, научно-техническото, културното и образователно развитие на украинската държава, образцово изпълнение на служебните задължения и дългогодишен добросъвестен труд[5]
- Почетно звание „Заслужил работник на физическата култура и спорта на Украйна“ (2005) – за значителен личен принос в развитието и популяризирането на физическата култура и спорта в Украйна, постигане на високи спортни резултати на XXIII Световна лятна универсиада в град Измир (Република Турция ), увеличаване на международния престиж на украинската държава.[6]